# Jørgen Kühl

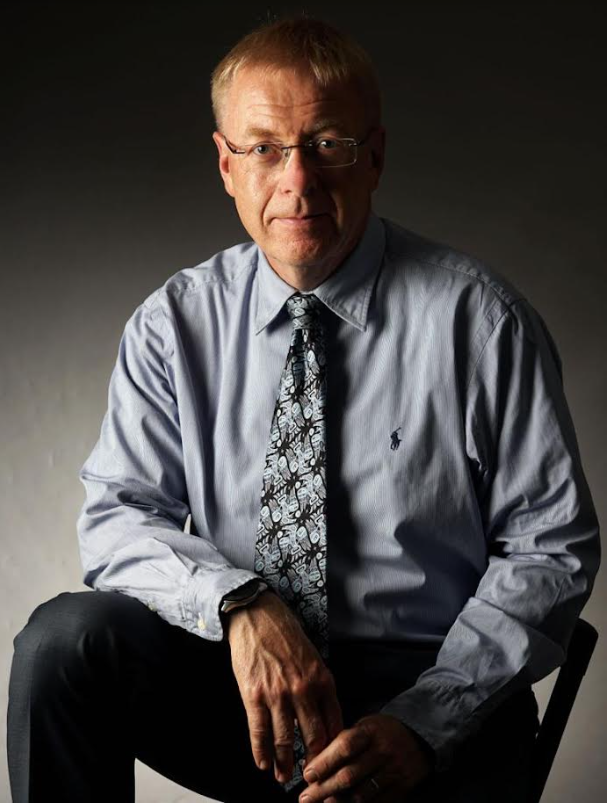
Jørgen Kühl 2023

Jørgen Kühl (* 20. Oktober 1965 in Rendsburg) ist ein deutsch-dänischer Historiker.

## Leben
Nach dem Abitur 1985 an der Duborg-Skolen studierte er von 1986 bis 1991 Geschichte, Deutsch und Philosophie/Ideengeschichte an der Universität Aarhus. 1990 war er erster Leiter des Danevirke Museum. Seit 1999 ist er Direktor des Institut for Grænseregionsforskning. Er ist seit 2006 Gründungsdirektor der A. P. Møller-Skolen und seit 2018 Honorarprofessor der Europa-Universität Flensburg. Ehrenamtlich war er Kuratoriumssprecher des Nordfriisk Instituut.
Seine Forschungsschwerpunkte sind osteuropäische, sowjetische und postsowjetische Geschichte des 20. Jahrhunderts; europäische Zeitgeschichte; Geschichte des Danewerks und Museologie; Geschichte und Gegenwart des deutsch-dänischen Grenzlandes; deutsche und europäische Zeitgeschichte; Minderheitenforschung in deutsch-dänischen und europäischen Kontext (interdisziplinär).

## Schriften
- De tyske mindretal i Sovjetunionen. Aarhus 1990, ISBN 87-7288-132-1.
- På vej mod den slesvigske model. Mindretallene i det dansk-tyske grænseland 1955–1995. Aabenraa 1996, ISBN 87-90163-26-5.
- Tyskere i øst. Århus 1997, ISBN 87-7288-690-0.
- The „Schleswig experience“. The national minorities in the Danish-German border area. Aabenraa 1998, ISBN 87-90163-64-8.